# U:fon (společnost)
U:fon a.s. (dříve Air Telecom a.s.) je firma a bývalý čtvrtý mobilní operátor v České republice.  Společnost se stala na podzim 2012 vlastníkem a provozovatelem sítě U:fon a zákazníkům nabízela tarify a služby ve standardu CDMA2000, a to v rámci své sítě. Služby GSM byly provozovány v síti mobilního operátora T-Mobile. Značka U:fon lidem nabízela domácí telefonní linky (bezdrátový systém CDMA) či internet v rámci sítě s vlastní infrastrukturou technologie CDMA. V roce 2016 společnost prodala mobilní síť jako část obchodního závodu společnosti Nordic Telecom (tehdy Nordic Mobile) z investiční skupiny Nordic Investors.

## Historie
Český mobilní operátor Air Telecom koupil značku U:fon včetně mobilní CDMA sítě, vlastní vybudované infrastruktury vč. vlastního SMS centra, sítě partnerských prodejen, oddělení péče o zákazníka a zaměstnaneckého týmu dne 1. listopadu 2012, a to od tehdejšího vlastníka Divenno Holdings Limited. Od roku 2013 poskytoval zákazníkům služby také ve standardu GSM.  

## Nekalé obchodní praktiky
V srpnu 2013 zveřejnil Český telekomunikační úřad tiskovou zprávu, kterou reagoval na zvýšený počet stížností na postup obchodních zástupců společnosti Air Telecom, a. s. Ti se, podle stížností spotřebitelů, měli často vydávat nikoli za zástupce Air Telecom, ale za pracovníky původního poskytovatele služeb a pod záminkou kontroly nebo výměny zastaralých telefonních přístrojů nabízeli domácnostem, především z řad seniorů, k podpisu nové smlouvy o poskytování služeb elektronických komunikací. Přitom vystupovali tak, aby navodili dojem, že se jedná pouze o změnu stávající služby a nikoliv o podpis nové smlouvy s jiným poskytovatelem.
V roce 2015 Český telekomunikační úřad udělil firmě Air Telecom pokutu 120 000 Kč za klamavé obchodní praktiky. Obchodní zástupci společnosti například uváděli, že společnost Telefónica Czech Republic na trhu končí, případně, že návštěvu uskutečňují z důvodu kontroly nebo výměny telefonního přístroje.